# Metropolia St. Louis

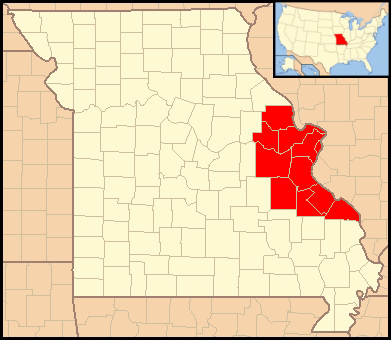
Metropolia St. Louis

Metropolia St. Louis – metropolia Kościoła rzymskokatolickiego obejmująca w całości stan Missouri w Stanach Zjednoczonych.
Katedrą metropolitarną jest bazylika św. Ludwika w St. Louis.

## Podział administracyjny
Metropolia jest częścią regionu IX (IA, KS, MO, NE)
- Archidiecezja St. Louis
- Diecezja Jefferson City
- Diecezja Kansas City-Saint Joseph
- Diecezja Springfield-Cape Girardeau

## Metropolici
- Peter Richard Kenrick (1847 – 1895)
- John Joseph Kain (1895 – 1903)
- Kardynał John Glennon (1903 – 1946)
- Kardynał Joseph Ritter (1946 – 1967)
- Kardynał John Carberry (1968 – 1979)
- John May (1980 – 1992)
- Kardynał Justin Francis Rigali (1994 – 2003)
- Raymond Leo Burke (2003 – 2008)
- Robert Carlson (2009 – 2020)
- Mitchell Rozanski (od 2020)